# بارات
بارات (انگلیسی: Barratt) شرکت املاک بریتانیایی است، که در سال ۱۹۵۸ تأسیس شد.